# 東馬蒂亞斯
東馬蒂亞斯是哥倫比亞的城鎮，位於該國北部，由安蒂奧基亞省負責管轄，距離首府麥德林49公里，始建於1787年，面積181平方公里，海拔高度2,200米，2005年人口17,759。

## 外部連結
- http://parroquiadonmatias.org （页面存档备份，存于）

6°29′N 75°26′W / 6.483°N 75.433°W